# Ivana Alferiová
Ivana Alferiová, rodným jménem Ivana Čurdová (1976 –  1. května 2025) byla česká loutkoherečka, divadelní a televizní herečka, dlouholetá členka mosteckého Divadla rozmanitostí. 

## Život
Od roku 1996 byla členkou mosteckého Divadla rozmanitostí. V divadle vystupovala například v představeních Kocour v botách, Cesta do pravěku a zpátky a Když jde kůzle otevřít. V divadle působila až do roku 2017.
Po ukončení divadelní kariéry se věnovala práci asistenta pedagoga na mostecké základní škole.
Kromě divadla se několikrát objevila v televizních seriálech, mezi něž patří například Most!, Inspektor Max a Sestřičky Modrý kód.

## Osobní život
Byla vdaná za herce Tomáše Alferiho z mosteckého divadla, s nímž měla dva syny.
Ivana Alferiová zemřela 1. května 2025 ve věku 49 let. O jejím úmrtí informovalo mosteckého Divadla rozmanitostí, kde Alferiová více než dvacet let působila. Příčina úmrtí nebyla zveřejněna. Poslední rozloučení proběhlo 12. května 2025 na Kostelním hřbitově v Mostě.

## Filmografie

### Televize
- Inspektor Max (2018) – epizoda Dobrák od kosti
- Most! (2019)
- Sestřičky Modrý kód (2020) – epizoda Sex, násilí, drogy